# Rio Budac
O Rio Budac é um rio da Romênia afluente do Rio Şieu, localizado no distrito de Bistriţa-Năsăud.